# Berezajka
La Berezajka (in russo Березайка?) è un fiume della Russia europea occidentale tributario di sinistra del fiume Msta. Appartiene al bacino del Mar Baltico. Scorre nel Valdajskij municipal'nij rajon dell'oblast' di Novgorod e nel Bologovskij rajon dell'oblast' di Tver'.

## Descrizione
Ha origine dal lago Berezaj, situato sul Rialto del Valdaj. Nel corso superiore è un fiume molto stretto e serpeggiante. Verso il confine della regione di Tver' e subito dopo, il fiume scorre attraverso una catena di laghi: all'uscita la larghezza del canale aumenta fino a 15-20 metri, la corrente accelera. Dopo il villaggio di Berezajka, situato sulla ferrovia Mosca-San Pietroburgo, il corso del fiume rallenta e la larghezza aumenta fino a 50-60 metri. Scorre nella parte sud-orientale del lago Piros e la corrente diventa più veloce fino alla foce. Sfocia nel Msta a 389 km dalla foce, entro i confini del villaggio di Berëzovskij Rjadok.
La Berezajka ha una lunghezza di 150 km; l'area del suo bacino è di 3 230 km². Ha una portata media annua di 27 m³/s alla foce.